# Степне (Совєтський район)
Степне  — селище міського типу (з 1958) в Росії, муніципальне утворення у складі Совєтського району Саратовської області.
Населення — 12 355 чоловік.

## Історія
Населений пункт заснований 14 липня 1767 року німецькими колоністами. Статус селища міського типу — з 1958 року.
Селище мало кілька назв: у перші роки існування його називали Луєм, Луком, Отроговкою, а серед російського населення і — Мечєтним, в роки Автономної Республіки німців Поволжя він мав офіційну назву «Луй», а після депортації німців у східні райони СРСР Луй з травня 1942 став селом Отроговим. В 1950-х роках в Отрогові почали споруджувати підприємства нафтогазової галузі та з 1958 року село Отрогове стало робітничим селищем Степне.
З 1967 року селище є центром Совєтського району Саратовської області.

## Економіка
Основна галузь економіки селища — нафтогазовидобуток. Тут розташовані філія ВАТ «Саратовнафтогаз» і Степнівського УПХГ ТОВ «Газпром ПХГ» ВАТ «Газпром».

## Культура
В селищі працюють ліцей, середня загальноосвітня школа, дитяча школа мистецтв, будинок творчості юних, спортивна школа, будинок культури.

## Пам'ятки
В центрі селища розташований ставок у формі підкови.
1 вересня 2011 відкрито парк імені Лузяніна.
1. ↑  https://rosstat.gov.ru/storage/mediabank/tab-5_VPN-2020.xlsx